# Tour d'Aï
La Tour d'Aï (2.332 m s.l.m.) è una montagna delle Prealpi di Vaud e Friburgo nelle Prealpi Svizzere. Si trova nel Canton Vaud.

## Descrizione
È possibile salire sulla vetta partendo dalla località Berneuse e passando poi per il Lago d'Aï.